# سولار چلنجر
سولار چلنجر (به انگلیسی: MacCready_Solar_Challenger) یک هواگرد ملخ‌پیشین تک‌موتوره از نوع هواگرد آزمایشی ساخت شرکت AeroVironment است. هواگرد سولار چلنجر نخستین پروازش را در ۶ نوامبر ۱۹۸۰ میلادی انجام داد. در مجموع، تعداد ۱ فروند از این هواگرد ساخته شده‌است.
طراح این هواگرد، Paul MacCready بود.